# Giuseppe Pometta
Giuseppe Pometta (* 7. März 1872 in Broglio; † 30. März 1963 in Bellinzona) war ein Schweizer Lehrer und Historiker.

## Leben
Giuseppe Pometta war der Sohn des Landarztes Angelo Pometta, der auch Gemeindepräsident von Broglio und im Tessiner Grossrat vertreten war, und dessen Ehefrau Leopoldina geborene Capponi. Er war ein Enkel des Politikers Daniele Capponi (1810–1876). Seine Gebrüder waren: Eligio Pometta, Daniele Pometta, Angiolo Pometta römisch-katholisch Priester und Mansueto Pometta Staatsrat. Er heiratete Pia, Tochter des Emilio Molo aus Bellinzona.
Er studierte Literatur an der Wissenschaftlich-Literarischen Akademie in Mailand. Danach unterrichtete er Geschichte und Italienisch an der kantonalen Handelsschule in Bellinzona von 1898 bis 1931. Er war Präsident von Lepontia im Jahr 1896. Von 1902 bis 1928 war er italienischer Redaktor der Zeitschrift Monats-Rosen des Schweizer Studentenvereins sowie Mitarbeiter verschiedener Kulturzeitschriften. Der Grossteil seiner historischen Schriften erschien von 1924 bis 1954 in der Reihe Briciole di storia bellinzonese.

## Mitgliedschaften
- 1896 war Giuseppe Pometta Präsident der Studentenverbindung Lepontia.
- Er gründete in Bellinzona einen Kulturzirkel und gehörte verschiedenen patriotischen, katholischen und landwirtschaftlichen Vereinen an.

## Schriften (Auswahl)
- Alessandro Volta. Tip. Ranzini, Milano 1899.
- Conferenza storica in occasione del Primo Centenario della formazione e autonomia del cantone Ticino: tenuta nella Scuola Cantonale di Commercio in Bellinzona il 20 Maggio 1903. Tipografia e Litografia Cantonale, Bellinzona 1903.
- Briciole di storia bellinzonese. Serie X, postuma. A cura di Emilio Pometta. Casagrande, Bellinzona 1977 (in Buchform, Einleitung mit Biografie).